# ليه ناتشيز
لي ناتشيز هي رواية رومانسية كتبها فرانسوا رينيه دو شاتوبريان أثناء منفاه في إنجلترا، وتم طبعها في الفترة من 1825 إلى 1826. تتناول الرواية شعب الناتشيز، وتحتوي على انطباعات الكاتب عن أمريكا ورؤيته للحياة.
تم نشر مقتطف من هذا العمل مسبقًا، في عام 1802، بعنوان رواية قصيرة بعنوان "رينيه".